# Annunciazione (El Greco Prado 1570)
L'Annunciazione è un dipinto del pittore cretese El Greco realizzato circa nel 1570-1572 e conservato al Museo del Prado a Madrid in Spagna. Secondo José Álvarez Lopera, quest'opera proviene da un'incisione di Giovanni Jacopo Caraglio.

## Descrizione
È una delle immagini meglio realizzate del periodo veneziano di El Greco. Non si sa con certezza se si tratta di uno schizzo o di una composizione legata al Trittico di Modena. Sottolineano le influenze di Tiziano, nella figura di Maria e nell'organizzazione della composizione, e di Tintoretto, soprattutto nell'architettura della stanza. Sullo sfondo c'è una foto di angeli. Quest'opera mantiene ancora il canone classico dell'arte bizantina e differisce nettamente dalle ultime opere cretesi. Tuttavia, il gioco di sguardi tra la Vergine e l'arcangelo è attraente, rinforzato dalla diagonale che dà un asse alla composizione.